# Ли Сан Хва
Ли Сан Хва (кор. 이상화; 25 февраля 1989 году в Сеуле) — южнокорейская конькобежка, специализируется в спринте. Двукратная олимпийская чемпионка на дистанции 500 метров (2010 и 2014), чемпионка мира 2010 года в спринтерском многоборье, трёхкратная чемпионка мира на 500 метров. Окончила Корейский национальный университет спорта в степени бакалавр физического воспитания.

## Спортивная карьера
Ли Сан Хва, младшая дочь отца У Гын Ли и матери Ким Ин Сун, которая работала на фабрике по производству футболок, начала кататься на коньках 1996 году, в возрасте 7-ми лет, в 1-м классе начальной школы Ынсок в Сеуле. В 1997 году из-за финансового кризиса в семье её старший брат Ли Сан Джун бросил заниматься шорт-треком, чтобы она смогла дальше тренироваться в конькобежном спорте. Сан Хва всерьез занялась конькобежным спортом, когда была в 2-м классе начальной школы, а в 5-м классе начальной школы выиграла соревнования на дистанциях 500 и 1000 м среди девочек. В марте 2004 года она поступила в среднюю школу для девочек Хвикён и установила рекорд выше, чем у старшеклассников.
В марте 2005 года, когда ей исполнилось 16 лет заняла 3-е место на чемпионате мира на отдельных дистанциях в Инцелле. Во 2-м классе средней школы в феврале 2006 года она участвовала в беге на 500 метров на зимних Олимпийских играх в Турине и заняла 5-е место.
В январе 2007 года, незадолго до окончания средней школы после подтверждения приема в Корейский спортивный университет, она выиграла золотую медаль на дистанции 500 метров на зимней Универсиаде в Турине. В том же месяце завоевала серебро в беге на 500 метров и бронзу в беге на 100 метров на зимних Азиатских играх в Чанчуне.
В сезонах с 2007 по 2009 года занимала 3-е место в общем зачете Кубка мира на дистанции 500 метров. В 2009 году Ли Сан Хва вновь выиграла золотую медаль в беге на 500 метров и бронзовую на 100 метров на зимней Универсиаде в Харбине. Следом на чемпионате мира на отдельных дистанциях в Ричмонде заняла 3-е место на своей коронной дистанции 500 метров.
Она дважды побила корейский рекорд во время зимних Олимпийских игр в Ванкувере 2010 года и выиграла первую золотую олимпийскую медаль на дистанции 500 метров и стала первой кореянкой, завоевавшей золотую медаль в конькобежном спорте. После игр завоевала золотую медаль на 500-метровке на чемпионате мира в спринтерском многоборье в Обихиро.
В сезоне 2010/11 на Кубке мира она постоянно соперничала с немецкой спортсменкой Дженни Вольф и оставалась второй. На зимних Азиатских играх в Астане в феврале 2011 года выиграла бронзу в беге на 500 метров. Через месяц на чемпионате мира на отдельных дистанциях в Инцелле стала серебряным призёром в беге на 500 метров.
В марте 2012 года Ли Сан Хва впервые выиграла золотую медаль на чемпионате мира на отдельных дистанциях в Херенвене, на Кубке мира сезона 2012/13 в Калгари она установила мировой рекорд в беге на 500 метров 36,80, став первой корейской конькобежкой, побившей мировой рекорд. До этого она выиграла восемь гонок подряд на Кубке мира и стала чемпионом в общем зачёте на 500 метров.
На чемпионате мира на отдельных дистанциях в Сочи 2013 года она повторила прошлогодний результат, выиграв золотую медаль в беге на 500 метров. На чемпионате мира в спринтерском многоборье в Солт-Лейк-Сити выиграла только бронзовую медаль.
В сезоне 2013/14 на Кубке мира в Калгари 9 ноября 2013 года она побила свой же мировой рекорд - 36,74, а 15 ноября в Солт-Лейк-Сити
вновь побила рекорд - 36,57, а через день вновь перебила свой рекорд - 36,36. Она выиграла 7 раз подряд 500-метровку в том сезоне и вновь стала 1-й в общем зачёте Кубка мира. После небольшого перерыва она участвовала во внутренних соревнованиях в январе 2014 года и 1 февраля выиграла Открытый чемпионат Нидерландов.
На зимних Олимпийских играх в Сочи 2014 года она была фаворитом и дважды победила на дистанции 500 метров, став второй раз подряд Олимпийской чемпионкой и установив новый олимпийский рекорд по сумме двух забегов. Она также стала третьей спортсменкой, выигравшей две подряд золотые медали в беге на 500 метров среди женщин на Зимних Олимпийских играх. В беге на 1000 м и 5000 м финишировала 12-й в общем зачете.
На Кубке мира 14 ноября 2014 года в Обихиро она выиграла в 1-м забеге на 500 м, установив рекорд, завоевав золотые медали в серии этапов Кубка мира на 500 м девятый год подряд, а 16 ноября победила ещё раз, доведя количество побед подряд до 10-ти. На 2-м этапе в корейском Тэынэ заняла 2-е и 1-е места на 500м, тем самым прервала свою серию побед. В декабре ещё трижды стала первой и один раз третьей. А в феврале 2015 года на чемпионате мира она заняла 5-е место в беге на 500 м и впервые за много лет осталась без медалей.
В феврале 2015 года Ли Сан Хва вылетела в Канаду на тренировки в мае и начал подготовку к новому сезону. В октябре 2015 года была дисквалифицирована, выбросив на лёд расплывающийся браслет в отборочном соревновании национальной сборной. В феврале 2016 года она выиграла золотую медаль в беге на 500 метров на чемпионате мира на отдельных дистанциях в Коломне.
В феврале 2017 года Ли завоевала серебряную медаль в беге на 500 метров на чемпионате мира на отдельных дистанциях в Канныне, уступив только японке Нао Кодайра и показала всем, что она вернулась в элиту. На зимних Азиатских играх в Саппоро вновь уступила японке, заняв 2-е место в беге на 500 метров.
На своих четвертых зимних Олимпийских играх в Пхёнчхане 2018 года она выиграла серебряную медаль и стала первой азиатской фигуристкой, выигравшей три олимпийских медали подряд в беге на 500 метров среди женщин. Она не участвовал в сезоне 2018-19 годов и провела официальную церемонию выхода на пенсию в Сеуле 16 мая 2019 года и была выбрана в качестве комментатора KBS Speed Skating на зимних Олимпийских играх 2022 года в Пекине.

## Личная жизнь
После Олимпиады 2018 года она подружилась с Нао Кодайрой и обмениваются традиционной едой друг с другом. С детства она дружила близко с Мо Тхэ Бом, конькобежцем национальной сборной. 16 марта 2019 года поползли слухи об отношениях с певцом Каннамом, а 12 октября 2019 года, они поженились после года знакомства.